# Wayne’s World 2
Wayne’s World 2 ist eine Filmkomödie und die Fortsetzung von Wayne’s World mit Mike Myers und Dana Carvey in den Hauptrollen. Das Drehbuch stammt, wie beim ersten Teil, von Mike Myers, Bonnie Turner und Terry Turner.

## Handlung
Der Film spielt ein Jahr nach dem ersten Teil von Wayne’s World. Wayne und Garth sind inzwischen beide aus ihren Elternhäusern ausgezogen – noch wissen sie aber nicht genau, was sie mit ihren Leben anfangen sollen. Da erscheint Wayne im Traum ein halbnackter Indianer, der ihn zu Jim Morrison führt. Dieser inspiriert Wayne dazu, ein Rockkonzert à la Woodstock zu organisieren. Als Headliner sollen Pearl Jam und Aerosmith, die sich im Film selbst spielen, auftreten. Nachdem sie auf Jim Morrisons Empfehlung hin nach London geflogen sind, um einen Roadie zu engagieren, und die für die Umsetzung des Konzerts nötigen Formalitäten erledigt haben, beginnen die Schwierigkeiten aber erst.
Die Rockmusikerin Cassandra ist nach wie vor Waynes Freundin und macht mit ihrem Manager Bobby Karriere – dieser nutzt eine Beziehungskrise aus, um ihr Avancen zu machen, und möchte sie sogar heiraten, was verhindert wird. Außerdem ist bis kurz vor Beginn des Festivals noch keine einzige Band erschienen. Wie in Teil 1 gibt es auch in der Fortsetzung wieder drei verschiedene Endsequenzen. In zwei Versionen sterben Wayne und Garth entweder in der Wüste oder in einem ähnlichen Finale wie im Film Thelma & Louise. In der dritten Version wird „Waynestock“, wie das Festival genannt wurde, ein Erfolg.

## Hintergründe
In kleineren Rollen sind auch Drew Barrymore als schwedische Sekretärin Bjergen Kjergen bzw. Heather Locklear und Jay Leno, die sich selbst spielen, zu sehen. Kim Basinger spielt „Luder Gail“ (im englischen Original: Honey Hornee), die Garth verführt und entjungfert, dann aber düstere Absichten mit ihm hegt. Ed O’Neill (bekannt als Al Bundy aus Eine schrecklich nette Familie) spielt wie schon in Teil 1 Glen, den Manager des Fast-Food-Restaurants „Mikita’s“. Zudem hat Charlton Heston einen Kurzauftritt in einer Tankstelle, nachdem von Wayne ein besserer Schauspieler für die Rolle des Tankwarts gefordert wird. Die Szene, in der Wayne Cassandra aus der Kirche holt, ist eine Parodie auf eine Szene aus Die Reifeprüfung.
Zu Beginn des Films besuchen Wayne und Garth ein Aerosmith-Konzert, bei dem die Band gerade mit Dude Looks Like A Lady auftritt. In einer schwarzhumorigen Szene beklagt der Fast-Food-Gastronom Glen, ständig schreiende Stimmen in seinem Kopf zu hören.

## Soundtrack
Music From The Motion Picture Wayne’s World 2 ist das Original-Soundtrack-Album zum Film und wurde am 17. Dezember 1993 veröffentlicht.
1. Robert Plant – Louie Louie 2:52
2. Aerosmith – Dude (Looks Like a Lady) (Live) 5:05
3. Gin Blossoms – Idiot Summer 4:13
4. Superfan – Superstar 3:50
5. Joan Jett & The Blackhearts – I Love Rock 'n' Roll 2:55
6. Norman Greenbaum – Spirit in the Sky 3:59
7. Dinosaur Jr. – Out There 5:53
8. 4 Non Blondes – Mary’s House 4:01
9. Golden Earring – Radar Love 5:03
10. Bad Company – Can’t Get Enough 4:14
11. The Edgar Winter Group – Frankenstein 4:46
12. Aerosmith – Shut Up and Dance (Live) 4:43
13. Village People – Y.M.C.A. 3:44

## Kritiken
Wayne’s World 2 erreichte bei Rotten Tomatoes eine positive Bewertung von 60 % basierend auf 43 Kritiken, was ihm gerade noch die Kennzeichnung „fresh“ einbrachte.

„Eine mit verklemmt-sexistischen Zoten, viel Musik und Zitaten aus Hollywood-Filmen angereicherte Nummern-Revue, die mehr vom schlechten Geschmack und schauspielerischen Unvermögen ihrer Hauptdarsteller zeugt als unterhält.“